# الرأي العام في الولايات المتحدة بشأن غزو العراق
لقد تغير رأي الرأي العام الأمريكي بشأن غزو العراق تغيرا كبيرا منذ السنوات التي سبقت التوغل. ولأسباب مختلفة، تتصل في الغالب بالنتائج غير المتوقعة للغزو، وكذلك المعلومات المضللة المقدمة من سلطات الولايات المتحدة، فإن منظور الجمهور الأمريكي بشأن اختيار حكومة الولايات المتحدة للشروع في هجوم ما هو أمر سلبي بصورة متزايدة. وقبل الغزو في مارس 2003، أظهرت استطلاعات الرأي 47–60% من سكان الولايات المتحدة يؤيدون الغزو، معتمدين على موافقة الأمم المتحدة. ووفقا لاستطلاع الرأي نفسه الذي أعيد في أبريل 2007، ذكر 58% من المشاركين أن الهجوم الأولي كان خطأ. وفي مايو 2007، نشرت صحيفة النيويورك تايمز وسي بي إس نيوز نتائج مماثلة للإستطلاع للرأي رأى فيه 61% من المشاركين أن الولايات المتحدة الأمريكية "كان ينبغي أن تبقى خارج" العراق.

## مارس 1992
في مارس 1992، قال 55% من الأمريكيين أنهم سيدعمون إرسال قوات أمريكية إلى الخليج العربي لإزالة صدام حسين من السلطة.

## 2001
قبل سبعة أشهر من هجمات 11 سبتمبر، أظهرت عملية استطلاع للرأي أن 52% يؤيدون غزو العراق في حين أن 42% سيعارضون ذلك. وبالإضافة إلى ذلك، قالت 64% إن الولايات المتحدة الأمريكية كان ينبغي أن تزيح صدام في نهاية حرب الخليج.

## الشعور ما بعد 11 سبتمبر
بعد الهجمات على الولايات المتحدة في الحادي عشر من سبتمبر 2001، بدا الرأي العام الأميركي وكأنه يؤيد غزو العراق. وفقا لاستطلاع الرأي الذي أجرته شبكة سي إن إن/يو إس إيه توداي/غالوب في الفترة من 3 إلى 6 أكتوبر 2002، يقول 53% من الأمريكيين إنهم يفضلون غزو العراق مع القوات البرية الأمريكية في محاولة لإزاحة صدام حسين عن السلطة. وكما هو مبين في الرسم البياني أدناه، تراوح تأييد الرأي العام الأميركي للحرب بين 50% و60% في أعقاب هجمات الحادي عشر من سبتمبر.
عندما سئلوا عما إذا كان ينبغي للولايات المتحدة أن تهاجم بلدا لم يهاجم الولايات المتحدة أولا، كان رأي الرأي العام الأمريكي مؤيدا بنسبة 51 في المائة، في حين أنه عندما كان العراق جزءا لا يتجزأ من المسألة، كان الموقف يتغير وكان هناك تحول إلى 66 في المائة من الأمريكيين الذين وافقوا على أنه ينبغي للولايات المتحدة أن تغزو العراق أولا.
وعلى الرغم من اهتمام الجمهور بعواقب الحرب، لا يزال الدعم العام مرتفعاً للغاية. وشملت الشواغل الأصلية، 55% من الأمريكيين الذين يخشون أن الحرب ستستمر لفترة أطول مما ينبغي، و44% منهم يأخذون في الاعتبار عددا كبيرا من الإصابات، و62% من الجمهور على اقتناع بأن ذلك من شأنه أن يزيد الإرهاب على الصعيد المحلي، و76% من الناس يشعرون بأنه سيكون هناك خطر أكبر من الإرهاب البيولوجي المحلي؛ وأعرب 35 منهم عن اعتقادهم بأنه سيكون من الضروري إعادة صياغة المشروع. وفي الوقت نفسه، كان 40% من الجمهور الأمريكي معارض للاحتجاجات لأنها تعتقد أنها ستؤدي إلى تقويض النجاح في الخارج. وبالإضافة إلى ذلك، أيدت نسبة 55% الحرب حتى بدون دعم من الأمم المتحدة.

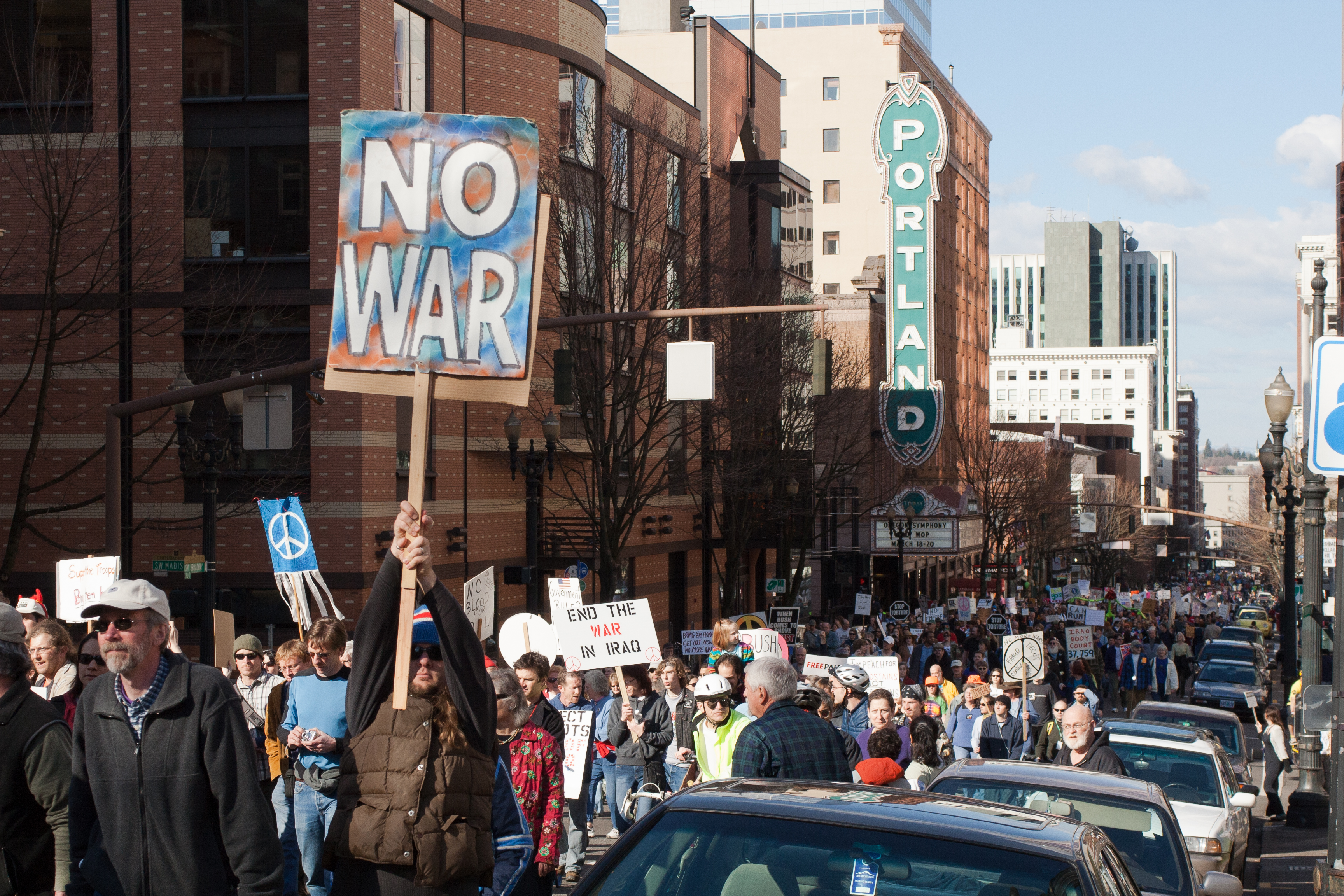
احتجاجات في بورتلاند، أوريغون، مارس 2006

وأعرب ثلثا المجيبين تقريبا عن رغبتهم في أن تنتظر الحكومة من عمليات التفتيش التي تقوم بها الأمم المتحدة، وأن 31% فقط من هم يؤيدون استخدام القوة العسكرية فورا. وأظهر هذا الاستطلاع نفسه أن الأغلبية تعتقد أن لدى العراق أسلحة دمار شامل، ولكنها لا تتوقع من مفتشي الأمم المتحدة العثور عليهم. وقد أظهرت هذه الأرقام انخفاضا كبيرا في الدعم، فقد أظهرت معظم استطلاعات الرأي، منذ شهرين، ما يقرب من ثلثي تلك الأصوات المؤيدة للعمل العسكري. بيد أن نحو 60% من المستطلعة آراؤهم أيدوا أيضا، إذا لزم الأمر، استخدام العمل العسكري لإبعاد صدام عن السلطة، وهو ما يعكس بشكل وثيق إستطلاعات الرأي الأخيرة التي أجرتها مجلة تايم، وسي إن إن، وفوكس نيوز، ويو إس إيه توداي، وسي بي إس نيوز، وغير ذلك من المنظمات الإخبارية. وأظهرت استطلاعات الرأي أيضا أن معظم الأمريكيين لا يعتقدون أن صدام يتعاون مع المفتشين.
كما أشارت استطلاعات الرأي أيضا إلى أن معظم الأمريكيين ما زالوا يرغبون في الحصول على مزيد من الأدلة ضد العراق، ومواصلة عمليات التفتيش الدولية قبل القيام بغزو. وعلى سبيل المثال، أفاد استطلاع للرأي أجرته محطة ايه بي سي الإخبارية بأن 10% فقط من الأمريكيين يفضلون إعطاء المفتشين أقل من بضعة أسابيع؛ وكان 41 في المائة منهم يفضلون إعطاءهم بضعة أسابيع، و33 في المائة منهم بضعة أشهر، و13 في المائة أكثر من ذلك.
وكان النمط الثابت في الأشهر التي سبقت الغزو الذي قادته الولايات المتحدة هو أن نسبا أعلى من السكان أيدت الحرب الوشيكة في إستطلاعات الرأي التي لم تقدم سوى خيارين (سواء لصالح أو ضد) مقارنة بالاستطلاعات التي قطعت الدعم في ثلاثة خيارات أو أكثر (مميزا عن الدعم غير المشروط للحرب، ومعارضة الحرب حتى إذا قام مفتشو الأسلحة بعملهم، ودعمها إذا وفقط إذا أتيح لفرق التفتيش الوقت للتحري أولا).
وأظهرت بعض استطلاعات الرأي أيضا أن أغلبية الأمريكيين يعتقدون أن الرئيس بوش قد قدم حجته ضد العراق. فقد خلص استطلاع الرأي العام، على سبيل المثال، إلى أن نسبة 67% من الذين شاهدوا الخطاب يشعرون بأنه قد جرى تقديم حجج، وهذه كانت قفزة من نسبة 47% فقط قبل الخطاب. ومع ذلك، فإن العديد من الجمهوريين أكثر من الديمقراطيين شاهدوا الخطاب، لذلك قد لا يكون هذا انعكاسًا دقيقًا للرأي العام للجمهور الأمريكي. وجد استطلاع لإي بي سي نيوز اختلافًا ضئيلًا في نسبة الأمريكيين الذين شعروا بأن جورج دبليو بوش قد قدم حجته للحرب بعد أن ألقى خطابه، مع بقاء النسبة المئوية عند حوالي 40%.

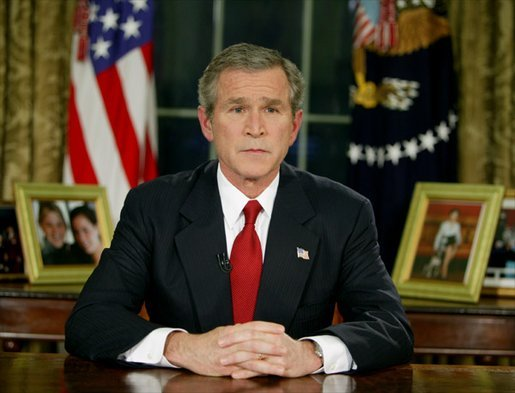
يخطاب الرئيس جورج دبليو بوش الأمة من المكتب البيضاوي، مارس 2003، ليعلن بداية عملية الحرية العراقية. "إن شعب الولايات المتحدة وأصدقائنا وحلفائنا لن يعيشوا تحت رحمة نظام خارج على القانون ويهدد السلام بأسلحة القتل الجماعي." وقد وجدت لجنة مجلس الشيوخ أن الكثير من تصريحات الإدارة قبل الحرب حول أسلحة الدمار الشامل العراقية لم تدعمها المخابرات الأساسية.

## غزو العراق
على الرغم من أن الآراء المؤيدة للحرب كانت مرتفعة للغاية بعد 11 سبتمبر، فإن الرأي العام استقر بعد ذلك بفترة وجيزة، وفي صالح الحرب بصورة طفيفة. ووفقا لاستطلاع الرأي أجري في الفترة من أغسطس 2002 إلى أوائل مارس 2003، انخفض عدد الأمريكيين الذين فضلوا الحرب في العراق إلى نسبة تتراوح بين 52% و59%، في حين كان عدد الذين عارضوا هذه الحرب يتراوح بين 35% و43%.
قبل أيام من غزو العشرين من مارس، وجد إستطلاع أجرته يو إس أيه توداي/سي إن إن/غالوب أن الدعم للحرب مرتبط بموافقة الأمم المتحدة. وقال حوالي ستة من كل عشرة أشخاص إنهم مستعدون لمثل هذا الغزو "في الأسبوع أو الأسبوعين القادمين". ولكن هذا الدعم تراجع إذا لم يتم الحصول على دعم الأمم المتحدة أولا. إذا رفض مجلس الأمن الدولي قرارا يمهد الطريق لعمل عسكري، فإن 54% من الأمريكيين يؤيدون الغزو الأمريكي. وإذا لم تسعى إدارة بوش إلى الحصول على تصويت نهائي في مجلس الأمن، فإن التأييد للحرب انخفض إلى 47%.

## مايو 2003
خلص استطلاع للرأي أجرته مؤسسة غالوب نيابة عن سي إن إن ويو إس إيه توداي إلى أن 79٪ من الأمريكيين يعتقدون أن حرب العراق كانت مبررة، مع أو بدون دليل قاطع على وجود أسلحة غير قانونية. اعتقد 19٪ أن هناك حاجة إلى أسلحة لتبرير الحرب.

## أغسطس 2004
أظهر استطلاع للرأي أجري في أغسطس 2004 أن ثلثي (67٪) الجمهور الأمريكي يعتقدون أن الولايات المتحدة خاضت الحرب بناءً على افتراضات غير صحيحة. كانت الروح المعنوية للقوات الأمريكية عرضة للتغيرات. تشمل القضايا ضعف مركبات الهمفي، والعدد الكبير من الجنود الجرحى والمشوهين

## سبتمبر 2004
أظهر استطلاع للرأي أجرته شبكة سي بي إس أن 54٪ من الأمريكيين يعتقدون أن غزو العراق كان الشيء الصحيح الذي ينبغي القيام به، ارتفاعًا من 45٪ في يوليو في نفس الاستطلاع.

## نوفمبر 2004
في السنة التي سبقت الانتخابات الرئاسية في 2004 (3 نوفمبر 2003 و31 أكتوبر 2004) بدأ الرأي العام يتقلب بشكل كبير استجابة للأحداث الكبرى في الحرب، بما في ذلك القبض على صدام حسين وفضيحة سجن أبو غريب.. من بين 364 يومًا من الأخبار في هذا العام، احتوى 348 يومًا على جزء واحد على الأقل من العراق. غالبًا ما قدمت تغطية الحرب أسبابًا للدعم والأسباب المنطقية للصراع، مع موضوعات تشمل في أغلب الأحيان "القوات" و"التهديد" و"الحرية" و"السلام" و"الشر".
أفاد مراسل سي إن إن هوارد كورتز أن التغطية الإخبارية للحرب في بداية الموضوع كانت أحادية الجانب للغاية، فكتب: "من أغسطس 2002 حتى 19 مارس 2003، بدء الحرب، وجدت أكثر من 140 قصة في الصفحة الأولى قد ركزت بشكل كبير على خطاب الإدارة ضد العراق: "تشيني يقول إن الضربة العراقية مبررة" ؛ "مجلس الوزراء الحربي يجادل في الهجوم على العراق"... "بوش يستشهد بتهديد عراقي عاجل" ؛ "بوش يخبر القوات: استعد للحرب." على النقيض من ذلك، كانت المقاطع الصغيرة التي تشكك في الأدلة أو الأساس المنطقي للحرب تُدفن في كثير من الأحيان أو يتم تصغيرها أو تهميشها".
سرعان ما تغير هذا النوع من التغطية بعد نقاط التحول الرئيسية في حرب العراق. بمجرد اكتشاف عدم وجود أسلحة دمار شامل في عام 2004، سرعان ما اعتذرت صحيفة نيويورك تايمز عن خطابها، مشيرة إلى أن تغطيتها "لم تكن صارمة كما كان ينبغي أن تكون" وأن التايمز بالغت في القصص بـ "مزاعم رهيبة" عن العراق ".
أعيد انتخاب جورج دبليو بوش بأغلبية 50.74 ٪ من الأصوات في الانتخابات الرئاسية في نوفمبر 2004.

## 2003-2004 تحول في الدعم العام
وافق الأمريكيون بأغلبية ساحقة على الرئيس بوش وقراراته في العراق خلال المرحلة القتالية الرئيسية للحرب. وبلغ عدد الذين وافقوا على تعامل بوش مع العراق 80٪ في نيسان (أبريل) 2003، وهي أعلى نقطة في الحرب.
لكن في صيف عام 2003، بعد انتهاء القتال الرئيسي واستمرار سقوط قتلى ومصابين في القوات الأمريكية، بدأت هذه الأعداد في التراجع. الفترة من نوفمبر 2003 إلى أكتوبر 2004 اختلف الرأي العام حول الحرب بشكل ملحوظ. فقد تغير الدعم الشعبي "من أكثر من 55٪ في منتصف ديسمبر مباشرة بعد القبض على صدام حسين" إلى مستوى منخفض بلغ 39٪ في منتصف إلى أواخر يونيو قبل أن تنقل الولايات المتحدة السلطة إلى الحكومة العراقية المشكلة حديثاً. حدث التغيير الأبرز في الأسبوع الأخير من شهر مارس، حيث كان هناك انخفاض بمقدار 11 نقطة، وكان هذا هو الأسبوع الذي انعقدت فيه جلسات الاستماع للجنة 11 سبتمبر، والتي تضمنت انتقاد ريتشارد كلارك للرئيس جورج بوش.
بعد هذه الفترة، كان الاتجاه العام للقبول العام هو الهبوط، باستثناء منتصف الصيف.

## 2005
في 4 يوليو 2005، اتخذ المجلس الوطني للكنائس موقفًا رسميًا ضد حرب العراق، واصفًا إياها بعدم الشرف وحث على تغيير سياسة الولايات المتحدة.

## 2006
جرى استطلاع إخباري لشبكة سي بي إس في الفترة من 28 إلى 30 أبريل 2006، بعد ما يقرب من ثلاث سنوات من خطاب الرئيس بوش "المهمة أنجزت". حيث شارك في الاستطلاع 719 بالغًا على مستوى البلاد، بهامش خطأ + أو - أربعة في المائة. وافق 30٪ من المستطلعين على الطريقة التي تعامل بها بوش مع الوضع في العراق، وعارض 64٪، بينما كان 6٪ غير متأكدين. رأى 51٪ من الذين شملهم الاستطلاع أنه كان يجب على أمريكا أن تبقى خارج العراق، وقال 44٪ أن الغزو كان الشيء الصحيح الذي ينبغي فعله، فيما قال 5٪ أنهم غير متأكدين.
جرى استطلاع سي بي إس / نيويورك تايمز في الفترة من 21 إلى 25 يوليو 2006. وشارك في الاستطلاع 1127 من البالغين في جميع أنحاء البلاد، مع هامش خطأ + أو -3٪. قال 30٪ من المستطلعين إن غزو العراق كان يستحق الخسائر الأمريكية وتكاليف أخرى، بينما قال 63٪ أن الحرب لم تكن تستحق ذلك العناء، وكان 6٪ غير متأكدين. قال 32٪ إنهم يوافقون على الطريقة التي يتعامل بها جورج دبليو بوش مع الوضع في العراق، و62٪ غير موافقين، و6٪ غير متأكدين.
جرى استطلاع سي بي إس / نيويورك تايمز في الفترة من 15 إلى 19 سبتمبر 2006. حيث شارك في الاستطلاع 1131 من البالغين في جميع أنحاء البلاد، مع هامش خطأ + أو -3 ٪، حيث قال 51٪ من الذين شملهم الاستطلاع، بالنظر إلى الوراء، أنهم شعروا أنه كان ينبغي على الولايات المتحدة البقاء خارج العراق، وقال 44٪ أن الولايات المتحدة فعلت الشيء الصحيح بغزو العراق. وكان 5٪ غير متأكدين.
جرى استطلاع لشبكة سي إن إن في الفترة من 29 سبتمبر إلى 2 أكتوبر 2006. وشارك في الاستطلاع 1014 بالغًا على مستوى البلاد، بهامش خطأ + أو -3٪. وذكر 61٪ من المستطلعين معارضتهم الحرب في العراق، بينما وافق 38٪، وكان 1٪ غير متأكدين.
جرى استطلاع لمجلة نيوزويك في 26-27 أكتوبر 2006. وشارك في الاستطلاع 1002 من البالغين في جميع أنحاء البلاد، بهامش خطأ + أو - 3٪. ووجه لهم السؤال التالي: عند سؤالك عما تعرفه الآن، هل تعتقد أن الولايات المتحدة فعلت الشيء الصحيح في القيام بعمل عسكري ضد العراق أم لا؟، فأجاب 43٪ إنه "الشيء الصحيح".
جرى استطلاع لمجلة نيوزويك أجرته مؤسسة برينستون العالمية للأبحاث الاستقصائية في الفترة من 9 إلى 10 نوفمبر 2006. وشارك في الاستطلاع 1،006 من البالغين في جميع أنحاء البلاد. عند سؤالهم عما إذا كانت الولايات المتحدة قد فعلت الشيء الصحيح بدخولها العراق، أجاب 41٪ بنعم، وأجاب 54٪ بالنفي، و5٪ غير متأكدين. كان هامش الخطأ + أو - 3٪.
أظهر استطلاع أجرته شبكة سي إن إن في الفترة من 15 إلى 17 ديسمبر 2006 أن 67٪ من المشاركين في الاستطلاع عارضوا الحرب في العراق، ليس ذلك فقط بل إن أغلبية 54٪ تؤمن بخروج القوات من العراق خلال العام التالي. أظهر استطلاع أجرته LA Times أن 65٪ يعتقدون أن العراق أصبح حربًا أهلية. ووجد الاستطلاع نفسه أن 66٪ يعتقدون أن أيا من الجانبين لم يفوز وأن 26٪ فقط من المستجيبين وافقوا على أن أمريكا يجب أن تبقى "طالما استغرق الأمر". ووجد كلا الاستطلاعين أن ثلثي المستطلعين أو أكثر لا يوافقون على طريقة تعامل الرئيس بوش مع الحرب.

## يناير 2007
أظهر استطلاع لـ سی بی اس شمل 993 بالغًا على مستوى البلاد أُجري في 1–3 يناير أن أقل من 1 من كل 4 يوافقون على سياسة بوش تجاه العراق، بزيادة نقطتين عن استطلاع سی بی اس الأخير في ديسمبر. وجد الاستطلاع نفسه أن 82٪ يعتقدون أن الديمقراطيين لم يضعوا "خطة واضحة"، و76٪ يعتقدون أن الأمر نفسه ينطبق على الرئيس بوش.
أظهر استطلاع أجرته شبكة سی ان ان في 11 يناير أن 32٪ من 1093 من البالغين الذين شملهم الاستطلاع يؤيدون "بقوة" أو "بدرجة معتدلة" زيادة مخططة في مستويات القوات العراقية، بينما عارض 66٪ "بقوة" أو "بدرجة معتدلة" الخطة. كان 3٪ غير متأكدين. كان هامش الخطأ + أو - 3٪.

## 2007
في 4-7 مايو، استطلعت سي إن إن 1028 من البالغين في جميع أنحاء البلاد. وقال 34٪ أنهم يؤيدون الحرب في العراق و65٪ عارضوا ذلك و1٪ لم يقرروا. كان هامش الخطأ + أو - 3٪.
في 6-8 أغسطس، استطلعت سی ان ان 1029 من البالغين في جميع أنحاء البلاد. 33٪ قالوا إنهم يؤيدون الحرب في العراق و64٪ عارضوا و3٪ لم يقرروا. كان هامش الخطأ + أو - 3٪.
في 10-12 سبتمبر، في استطلاع أجرته وكالة أسوشييتد برس-إيبسوس على 1000 بالغ أجرته شركة إبسوس للشؤون العامة، وافق 33٪ على طريقة تعامل جورج بوش مع "الوضع في العراق"، بينما رفض 65٪ ذلك. في 14-16 سبتمبر، أجرت جالوب استطلاعًا يسأل عما إذا كانت الولايات المتحدة قد أخطأت في إرسال قوات إلى العراق. 58٪ يعتقدون أنه كان خطأ، 41٪ لا يعتقدون أنه كان خطأ، و1٪ ليس لديهم رأي.
في 11-14 ديسمبر، أظهر استطلاع أجرته واشنطن بوست على 1،003 بالغين في جميع أنحاء البلاد أن 64٪ شعروا أن حرب العراق لا تستحق القتال، بينما قال 34٪ أنها تستحق القتال، فيما لم يقرر 2٪. وبلغت نسبة الخطأ 3٪.

## 2008
قبل انتهاء ولاية الرئيس بوش، وإحالة الحرب العراقية إلى الرئيس المقبل، وقعت الدول المتصارعة على اتفاقية وضع القوات فُهم منها أن القوات الأمريكية ستنهي احتلالها للمدن العراقية بحلول 30 يونيو 2009، وتغادر العراق بالكامل بنهاية عام 2011.

## 2009
جرى انتخاب الرئيس باراك أوباما بوعد في حملته الانتخابية بسحب القوات من العراق. وأعلن الرئيس أوباما في فبراير انسحاب معظم قوات الولايات المتحدة بحلول أغسطس 2010، وخروج جميع القوات من العراق بحلول نهاية عام 2011 بعد اتفاق وضع القوات. في يونيو، تركت القوات مواقعها في مدن العراق، وسلمت واجبات الأمن والسلامة إلى الجيش العراقي.

## 2011
في ختام حرب العراق في عام 2011، أعرب الصحفي في صحيفة واشنطن بوست بيتون كريغيل عن أنه في الجو المسموم على ما يبدو للسياسة الأمريكية، كان توجيه الرئيس أوباما بسحب القوات الأمريكية من العراق في ديسمبر من ذلك العام، مثالًا نادرًا على سياسة شعبية على نطاق واسع. القرار الذي أظهر أن 78٪ من الأمريكيين يؤيدون القرار.

## 2014
كان الرأي العام تجاه النجاح الشامل لغزو العراق في أدنى مستوياته على الإطلاق في يناير 2014، بعد قرار الرئيس أوباما بسحب القوات من المنطقة. وفي استطلاع أجراه مركز بيو للأبحاث، قال 52٪ من المستطلعين أن الولايات المتحدة فشلت في تحقيق أهدافها في العراق. يمثل هذا ارتفاعًا بنسبة 20٪ تقريبًا عن عام 2011 عندما طُرح السؤال لأول مرة.

## 2018
بعد خمسة عشر عامًا من تدخل الولايات المتحدة في العراق، تباين الرأي العام حول ما إذا كان قرار استخدام القوة العسكرية صائبًا أم لا، وظهر المزيد من الانقسام بين السكان. ففي مارس 2018، أجاب 48٪ من الأمريكيين الذين شملهم الاستطلاع بأن الغزو كان قرارًا خاطئًا، بينما قال 43٪ إنه كان القرار الصحيح، بزيادة 4٪ عن عام 2014. وعلى مستوى الأحزاب، ارتفع الجمهوريون الذين قالوا إن الولايات المتحدة اتخذت القرار الصائب في استخدام القوة العسكرية في العراق من 52٪ في 2014 إلى 61٪. على الجانب الآخر، ظل الديمقراطيون متسقين إلى حد ما في وجهات نظرهم بشأن الصراع، ولم يغيروا سوى واحد في المائة في السنوات الأربع الماضية.